# Квол крапчастий
Квол крапчастий, або східний (Dasyurus viverrinus) — представник родини кволових. Назва виду лат. viverrinus вказує на те, що він «схожий на тхора».

## Опис
Довжина голови й тіла: до 60 см, довжина хвоста: 66 % від довжини голови й тіла. Статевий диморфізм є ясно вираженим. Дорослі самці D. viverrinus у Тасманії в 1,5 раза важчі за самиць. Середня вага самців 1,1 кг, самиць 0,7—0,8 кг. Відповідно більшими є й розміри тіла самців. Голова звужена до носа, шия товста. Вуха прямостоячі, середньої довжини із закругленими кінчиками, голі внутрішньо, а зовні покриті рідким, тонким волоссям довжиною 2 мм. Волосяний покрив (середня довжина 20 мм, остьового волосся 35 мм) м'яке і густе, контрастуючи з грубим, довшим (40—80 мм), хутром хвоста і короткою (в середньому бл. 5 мм) шерстю на ногах.

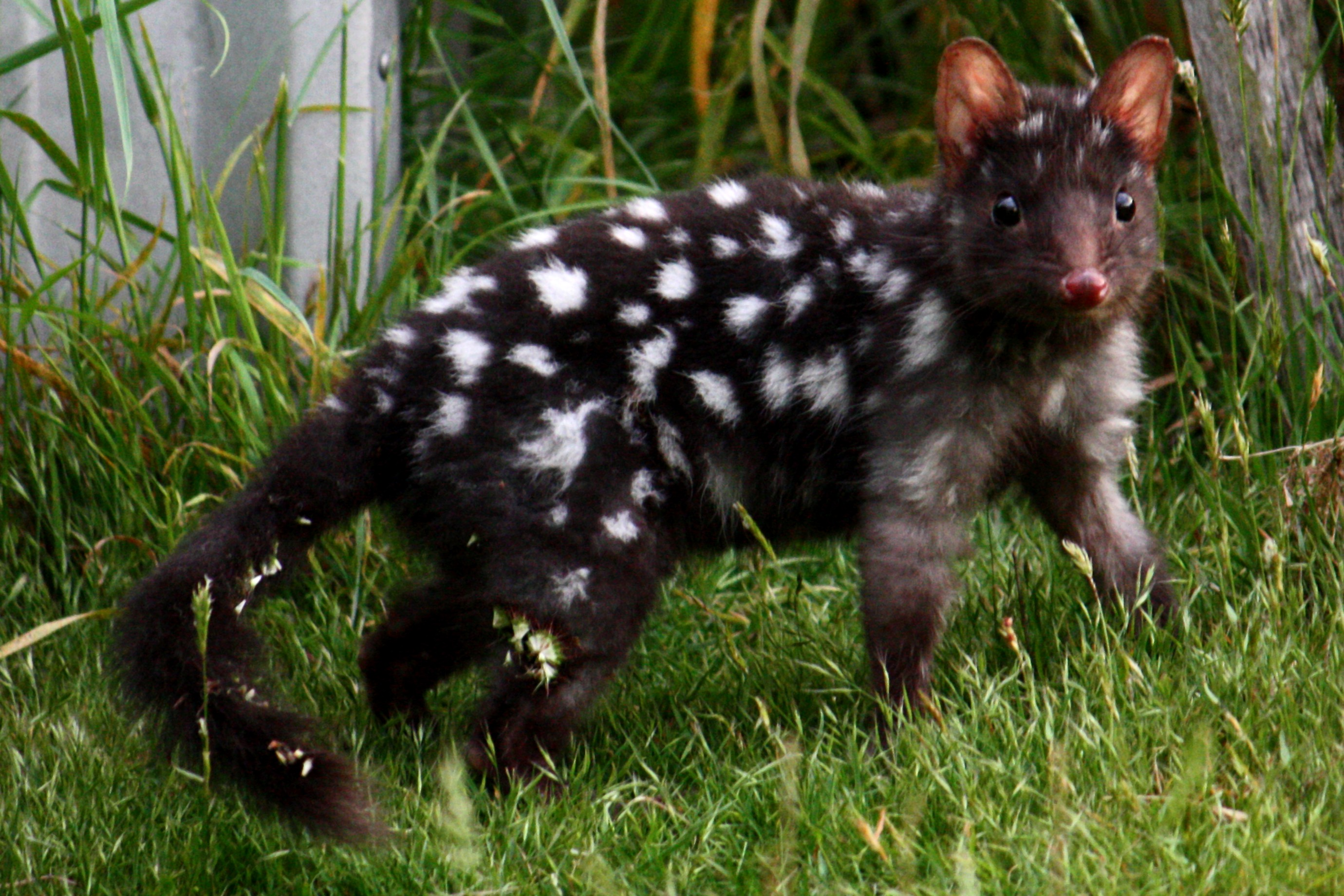
Чорний східний квол

Східні кволи можуть бути або жовтувато-коричневого кольору з чистим білим хутром, що простягається від підборіддя до передніх і задніх ніг і нижньої частини хвоста або вугільно-чорними, що поступово стає коричневим на животі й нижньому боці хвоста. Остьове волосся чорне. Жовтувато-коричневі форми становлять 75 % населення. Обидві форми можуть бути в одному виводку. У обох форм неправильної форми, 5—20 мм діаметра білі плями вкривають спинну поверхню тіла, тягнучись від маківки голови та від щік до крупа і верхніх частин ніг, але торкаючи хвоста. Хвіст має білуватий кінчик. Вібриси чорні в чорних особин і чорні, коричневі або білі в жовтувато-коричневих особин. Вусові та щічні вібриси сягають до 60 мм, до 25 і 8 у кожній групі, відповідно. Нижньощелепні вібриси до 30 мм у довжину і надбрівні до 45 мм, кожен набір містить 4 вібриси. Самиця має 6 сосків. Зубна формула: I 4/3, C 1/1, P 2/2, M 4/4 = 42.

## Спосіб життя
Це нічна тварина. Веде життя одинака. Харчується комахами, ящірками, дрібними птахами та дрібними ссавцями. Лігва влаштовує в ущелинах скель або дуплах.
Шлюбний сезон триває у червні-липні. Народжується від 24 до 30 дитинчат. Годує самиця молодих кволів до 10 тижнів. Тривалість життя порівняно невелика, у неволі до 7 років (в середньому 2,5), у дикій природі скорше за все до 3—4 років.
Найстрашнішими ворогами для крапчастих кволів є лисиці та собака дінго. Також загрозу становлять дикі кішки і дорожній рух.

## Розповсюдження
Крапчасті кволі мешкають на о.Тасманія і о. Бруні, куди, як вважається вони були введені. На материку Австралія вони вважаються вимерлими. Живе у відкритих лісах, рідколіссях, луках і сільськогосподарських пасовищах. Також трапляється в степах, мокрих чагарниках і вересових пустищах. Має широкий діапазон проживання як за висотою (0—1500 м над рівнем моря) так і за типом рослинністю, не зустрічається лише в дощових лісах.

## Генетика
Диплоїдний набір хромосом, 2n=14. Аутосоми складаються з 3 пар метацентричних чи субметацентричних 1 пари середніх метацентричних і 2 пар менших хромосом, одна з яких може мати сателітне коротке плече. Х-хромосома — невелика метацентрична, Y хромосома ще менша.